# 斯維亞特湖
61°31′57″N 33°34′52″E / 61.53250°N 33.58111°E

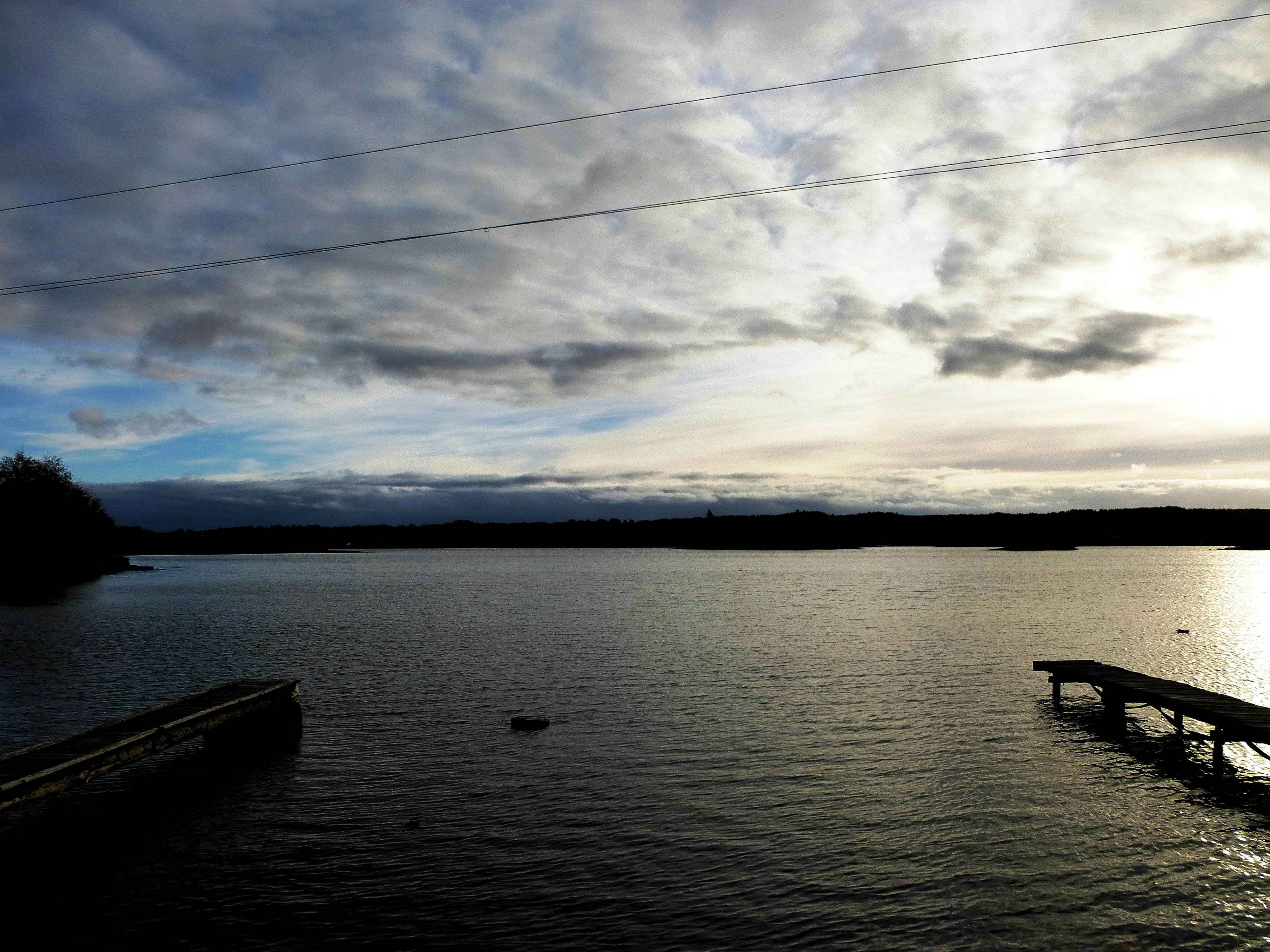

斯維亞特湖（俄语：Святозеро），是俄羅斯的湖泊，位於該國西北部，由卡累利阿共和國負責管轄，長6.1公里、寬2.7公里，面積9.9平方公里，湖岸線長度21.4公里，海拔高度131.2米，平均水深7米，最大水深17.2米。